# Schloss Jänkendorf

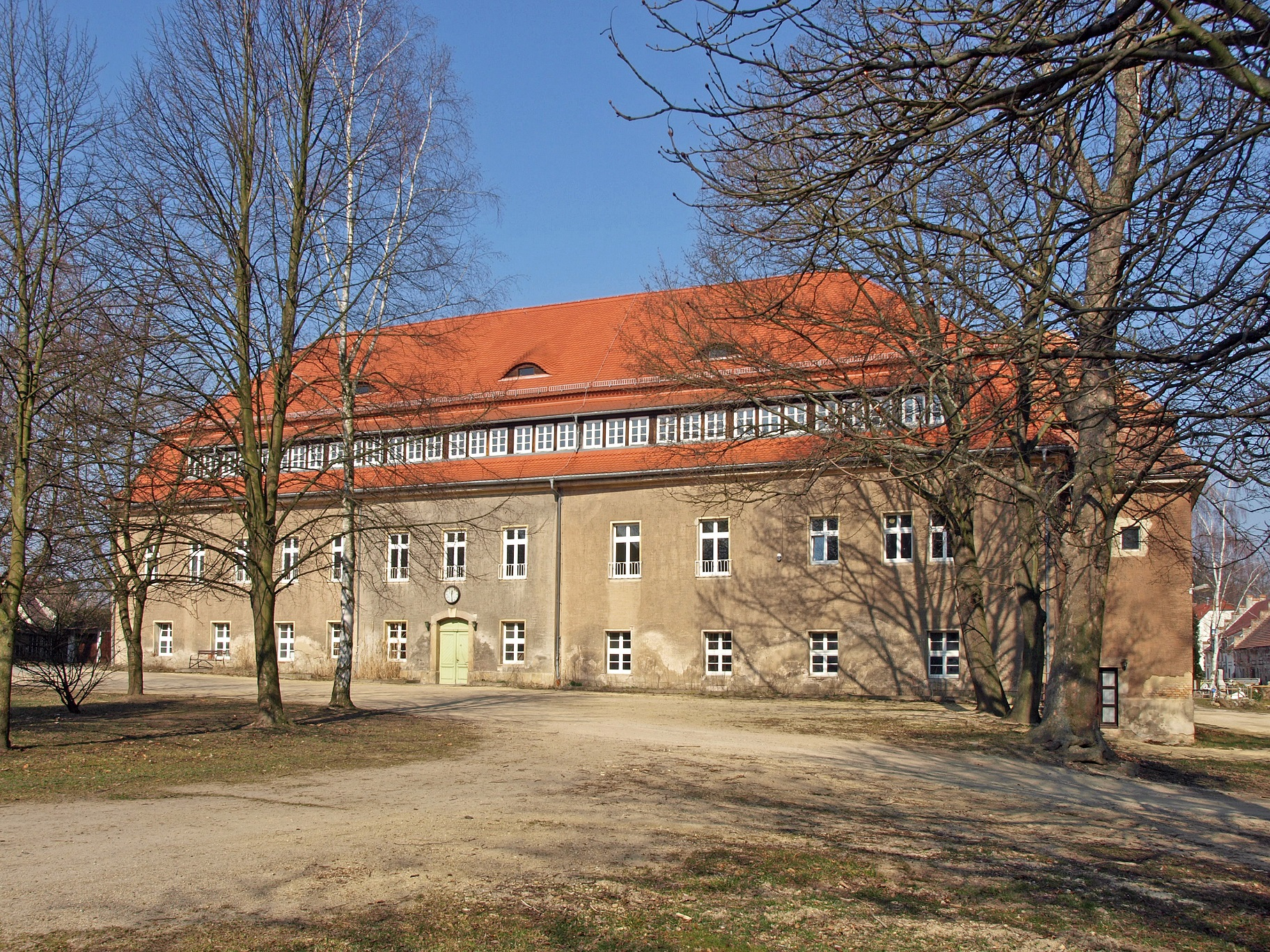
Schloss Jänkendorf (2015)

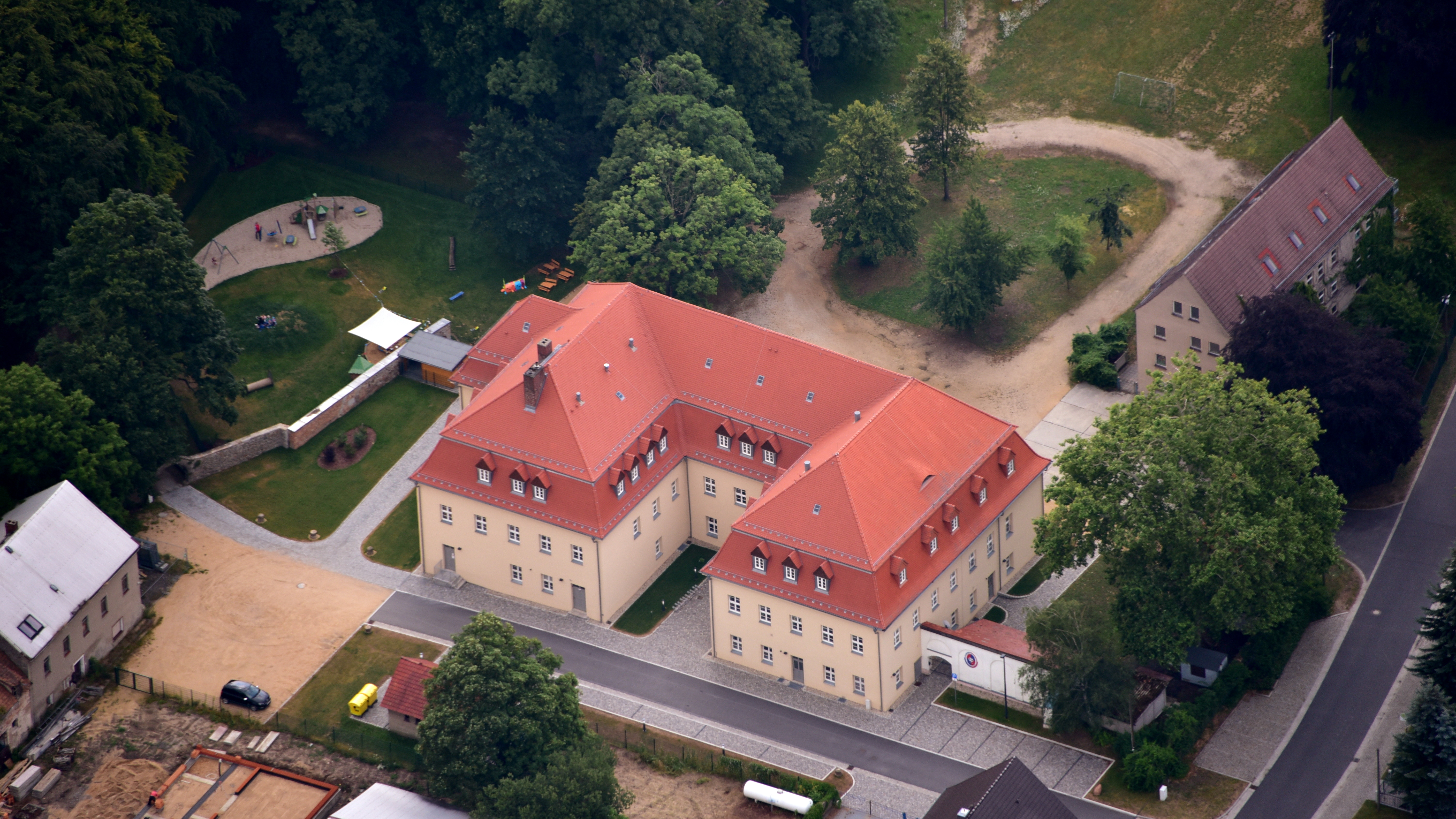
Luftbild (2019)

Das Schloss Jänkendorf ist ein Barockschloss im Ortsteil Jänkendorf der Gemeinde Waldhufen im Landkreis Görlitz in der sächsischen Oberlausitz. Das frühere Herrenhaus des Rittergutes Jänkendorf wurde später als Grundschule genutzt und beherbergt heute einen Kindergarten. Das Schloss Jänkendorf steht unter Denkmalschutz.

## Geschichte und Architektur
Das Schloss Jänkendorf wurde im Jahr 1725 gebaut, als das Rittergut im Besitz der Familie von Nostitz war. Diese verkauften das Gut in der Mitte des 18. Jahrhunderts. 1791 wurde das Rittergut von Johanna Friederike von Schönberg gekauft. Diese heiratete in zweiter Ehe Heinrich XXXVII. Graf Reuß. Dieser übernahm das Gut nach Schönbergs Tod im Jahr 1815, womit das Schloss Jänkendorf in den Besitz des Hauses Reuß gelangte.
1945 wurden die Herren Reuß im Zuge der Bodenreform in der Sowjetischen Besatzungszone enteignet. In der folgenden Zeit wurden zunächst Heimatvertriebene in dem Schloss untergebracht, ab den 1950er Jahren diente es als Grundschule. Im Jahr 1958 brannte das Schloss ab. Danach wurde es wieder aufgebaut, ab 1961 fand wieder Unterricht statt. 2009 wurde die Jänkendorfer Grundschule geschlossen und das Schloss stand einige Zeit leer. Zwischen 2015 und 2017 erfolgte eine Sanierung des Gebäudes und der Umbau zu einem Kindergarten, der am 10. Juli 2018 eröffnet wurde.
Das Schloss Jänkendorf ist eine zweigeschossige Dreiflügelanlage mit Mansarddach. An der Parkseite liegt ein dreiachsiger Mittelrisalit mit profiliertem stichbogigen Eingangsportal. Südlich des Schlosses erstreckt sich ein großer Landschaftspark, der vom Schwarzen Schöps durchflossen wird.